# Cunnilingus
Cunnilingus er seksuel stimulering med mund og tunge af kvindens kønsorganer, hvilket indbefatter klitoris og kønslæber. Cunnilingus er en sammentrækning af de latinske ord Cunnus (Vulva) og lingua (tunge).